# Onyeka Okongwu
Onyeka Okongwu (Los Ángeles, California, 11 de diciembre de 2000) es un baloncestista estadounidense, nacionalizado nigeriano, que pertenece a la plantilla de los Atlanta Hawks de la NBA. Con 2,08 metros de estatura, juega en la posición de ala-pívot.

## Trayectoria deportiva

### Instituto
Okongwu asistió al Chino Hills High School en Chino Hills, California, donde fue titular desde su primera temporada. Allí coincidió con los hermanos Lonzo, LiAngelo y LaMelo Ball, que ayudaron a elevar al equipo al centro de atención nacional. Después de promediar 27 puntos, 11 rebotes, 4.3 tapones y cuatro asistencias por partido en su último año, volvió a ganar el título de California Mr. Basketball que ya obtuviera la temporada anterior, convirtiéndose en el quinto jugador en hacerlo en dos ocasiones.

### Universidad
Jugó una temporada con los Trojans de la Universidad del Sur de California, en la que promedió 16,2 puntos, 8,6 rebotes, 1,1 asistencias, 2,7 tapones y 1,2 robos de balón por partido. Fue además el líder de su conferencia en tiros de campo, con un 62,1% de efectividad. Fue incluido en el mejor quinteto de la Pac-12 Conference.
El 25 de marzo de 2020, Okongwu anunció que ingresaría en el draft de la NBA de 2020 y renunciaría a sus últimos tres años de elegibilidad de baloncesto universitario. Los analistas lo consideraban uno de los mejores prospectos del draft.

#### Estadísticas
| Año     | Equipo | PJ | PT | MPP  | %TC  | %3P  | %TL  | RPP | APP | ROB | TPP | PPP  |
| ------- | ------ | -- | -- | ---- | ---- | ---- | ---- | --- | --- | --- | --- | ---- |
| 2019–20 | USC    | 28 | 28 | 30.6 | .616 | .250 | .720 | 8.6 | 1.1 | 1.2 | 2.7 | 16.2 |

### Profesional
Fue elegido en la sexta posición del Draft de la NBA de 2020 por los Atlanta Hawks.

## Estadísticas de su carrera en la NBA

### Temporada regular
| Año     | Equipo  | PJ  | PT | MPP  | %TC  | %3P  | %TL  | RPP | APP | ROB | TPP | PPP  |
| ------- | ------- | --- | -- | ---- | ---- | ---- | ---- | --- | --- | --- | --- | ---- |
| 2020-21 | Atlanta | 50  | 4  | 12.0 | .644 | .000 | .632 | 3.3 | .4  | .5  | .7  | 4.6  |
| 2021-22 | Atlanta | 48  | 6  | 20.7 | .690 | —    | .727 | 5.9 | 1.1 | .6  | 1.3 | 8.2  |
| 2022-23 | Atlanta | 80  | 18 | 23.1 | .638 | .308 | .781 | 7.2 | 1.0 | .7  | 1.3 | 9.9  |
| 2023-24 | Atlanta | 55  | 8  | 25.5 | .611 | .333 | .793 | 6.8 | 1.3 | .5  | 1.1 | 10.2 |
| 2024-25 | Atlanta | 74  | 40 | 27.9 | .567 | .324 | .759 | 8.9 | 2.3 | .9  | .9  | 13.4 |
| Total   | Total   | 307 | 76 | 22.5 | .614 | .322 | .755 | 6.7 | 1.3 | .7  | 1.1 | 9.6  |

### Playoffs
| Año   | Equipo  | PJ | PT | MPP  | %TC  | %3P   | %TL  | RPP | APP | ROB | TPP | PPP |
| ----- | ------- | -- | -- | ---- | ---- | ----- | ---- | --- | --- | --- | --- | --- |
| 2021  | Atlanta | 18 | 0  | 9.2  | .548 | .000  | .667 | 2.7 | .1  | .3  | .7  | 2.7 |
| 2022  | Atlanta | 5  | 1  | 21.6 | .563 | —     | .800 | 5.4 | .4  | .8  | .8  | 5.2 |
| 2023  | Atlanta | 6  | 0  | 21.9 | .600 | 1.000 | .500 | 6.3 | 1.2 | .3  | 1.3 | 6.0 |
| Total | Total   | 29 | 1  | 14.0 | .569 | .500  | .659 | 3.9 | .4  | .4  | .9  | 3.8 |